# Stratford (Neuseeland)

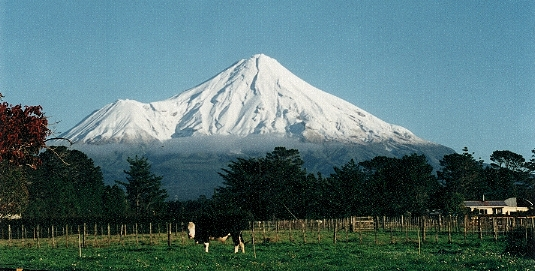
Der Mount Taranaki im Stratford District

Stratford ist eine Kleinstadt im ländlich geprägten Stratford District in der Region Taranaki auf der Nordinsel von Neuseeland. Die Stadt ist gleichzeitig Verwaltungssitz des Distrikts und der Region.

## Namensherkunft
Stratford wurde am 11. Juni 1877 gegründet und im September 1890 Stratford-on-Patea genannt, benannt nach Stratford-upon-Avon, William Shakespeares Geburtsort und dem Fluss Pātea River, an dem der Ort liegt. Anfänglich wurden sogar die Straßennamen nach Shakespeares Figuren benannt. Sie haben bis heute überlebt. Wann der Zusatz on-Patea gestrichen wurde, ist derzeit nicht bekannt.

## Geographie
Die Stadt befindet sich rund 35 km südsüdöstlich von New Plymouth und rund 30 km nördlich von Hawera. Rund 20 km westlich der Stadt befindet sich der 2518 m hohe Vulkan Mount Taranaki, der in der Region die Landschaft bestimmt. Seine östliche Flanke ist über zwei Landstraßen von Stratford gut zu erreichen.

## Bevölkerung
Zum Zensus des Jahres 2013 zählte die Stadt 5463 Einwohner, 2,3 % mehr als zur Volkszählung im Jahr 2006.

## Wirtschaft
Die Stadt und ihr Umland leben primär von der Landwirtschaft, der Milchwirtschaft und zum Teil auch vom Tourismus. Stratford ist Versorgungs- und Dienstleistungszentrum für die umliegenden Dörfer und kleinen Siedlungen.

## Verkehr

### Straße
Stratford liegt am New Zealand State Highway 3 (SH 3). Von hier zweigt der State Highway 43 ab, Neuseelands erster „Heritage Highway“, der über rund 150 km bis nach Taumarunui führt. Den Beinamen Forgotten World Highway bekam die Strecke, da sie über die gesamte Länge hin durch sehr spärlich bewohntes Gebiet führt.

### Schiene
Durch Stratford verläuft die Bahnstrecke Marton–New Plymouth, die Whanganui und Hawera im Süden und New Plymouth sowie Waitara im Norden anbindet. Auf der Strecke findet heute ausschließlich Güterverkehr statt. Der letzte Personenverkehr, eine Verbindung nach New Plymouth, wurde 1983 eingestellt.
Südlich des Stadtzentrums von Stratford zweigt die Bahnstrecke Stratford–Okahukura nach Osten ab. Sie ist heute gänzlich ohne Verkehr, wird aber erst einmal erhalten. Hier verkehrte 1933 bis 1971 der New Plymouth Night Express zwischen Auckland und New Plymouth.

## Tourismus
Der Tourismus profitiert von der günstigen Lage des Ortes zum Südeingang des Egmont National Park, über den die Dawson Falls zu erreichen sind. An der Ostflanke des Mount Taranaki befindet sich das Skigebiet Manganui, zu dem Stratford ebenfalls direkten Zugang hat.

## Persönlichkeiten
- Peter Gordon (1921–1991), Politiker